# Ronde van Spannenburg
De Ronde van Spannenburg was een marathonwedstrijd op natuurijs die plaatsvond op 28 december 1962, zo'n twee weken voor de beruchte Twaalfde Elfstedentocht. De wedstrijd was georganiseerd door IJsclub Spannenburg en bestond uit een wedstrijd over 60 kilometer en een toertocht over 70 km. Voor de winnaar van de Elfstedentocht, Reinier Paping, was dit de enige tocht die hij voor zijn deelname aan de tocht der tochten uitreed.

## De wedstrijd
Een kleine honderd rijders stonden aan de start van de tocht in Spannenburg die gewonnen werd door Jeen van den Berg voor Reinier Paping, Anton Verhoeven en Jan Uitham.
"De massale start was zeer boeiend, een kleine honderd rijders spurtten wild weg van de startstreep. Alleen Jeen van den Berg en Anton Verhoeven reden babbelend samen als laatsten van start (...) Het prachtige ijs, het vrij goede weer en het goede gehalte van de rijders zorgde voor een buitengewoon hoog tempo. Vlak voor Sneek, na ongeveer 30 kilometer, was de grote groep al gesplitst in drie kleinere groepen (...) Voorop zat Piet Venema gevolgd door Leffertstra, Verhoeven en de jonge Klaas IJska uit Exmorra. Jeen van den Berg reed wat losjes achteraan (...) In Woudsend was de voorsprong van de kopgroep maar weinig gegroeid: ongeveer tot 2 minuten (...) Precies 1 uur en 29 minuten later zagen de toeschouwers een wiebelend zwart vlekje aan de horizon verschijnen. Het was de kopgroep van 10 man op het Slotermeer. Steeds duidelijker werden de schimmen en spoedig was aan de gestalten te zien wie er bij waren, Verhoeven en Van den Berg in ieder geval. Het werd een lange eindspurt van ongeveer 1 kilometer op het kanaal. Jeen maakte zich eerst los, werd bijna weer ingehaald door Verhoeven. Maar het lukte de Brabantse veteraan niet. Van den Berg won. Paping werd zelfs nog tweede en Verhoeven derde."

## Uitslag
| Rang   | Schaatser         | Woonplaats       |
| ------ | ----------------- | ---------------- |
| Goud   | Jeen van den Berg | Heerenveen       |
| Zilver | Reinier Paping    | Ommen            |
| Brons  | Anton Verhoeven   | Dussen           |
| 4      | Jan Uitham        | Noorderhogebrug  |
| 5      | Klaas IJska       | Exmorra          |
| 6      | Albert Fekken     | Vegelinsoord     |
| 7      | Klaas Leffertstra | Vegelinsoord     |
| 8      | Piet Venema       | Heerenveen       |
| 9      | Max Uitham        | Noorderhoogebrug |
| 10     | F. Weening        | Surhuisterveen   |